# Kirnach (Wertach)
Die Kirnach ist ein Fluss in den bayerischen Landkreisen Oberallgäu und dann vor allem Ostallgäu, der nach einem ca. 32 km langen Lauf meist in östlichen oder nördlichen Richtungen bei Biessenhofen im Ostallgäu von links in die Wertach mündet.

## Geographie

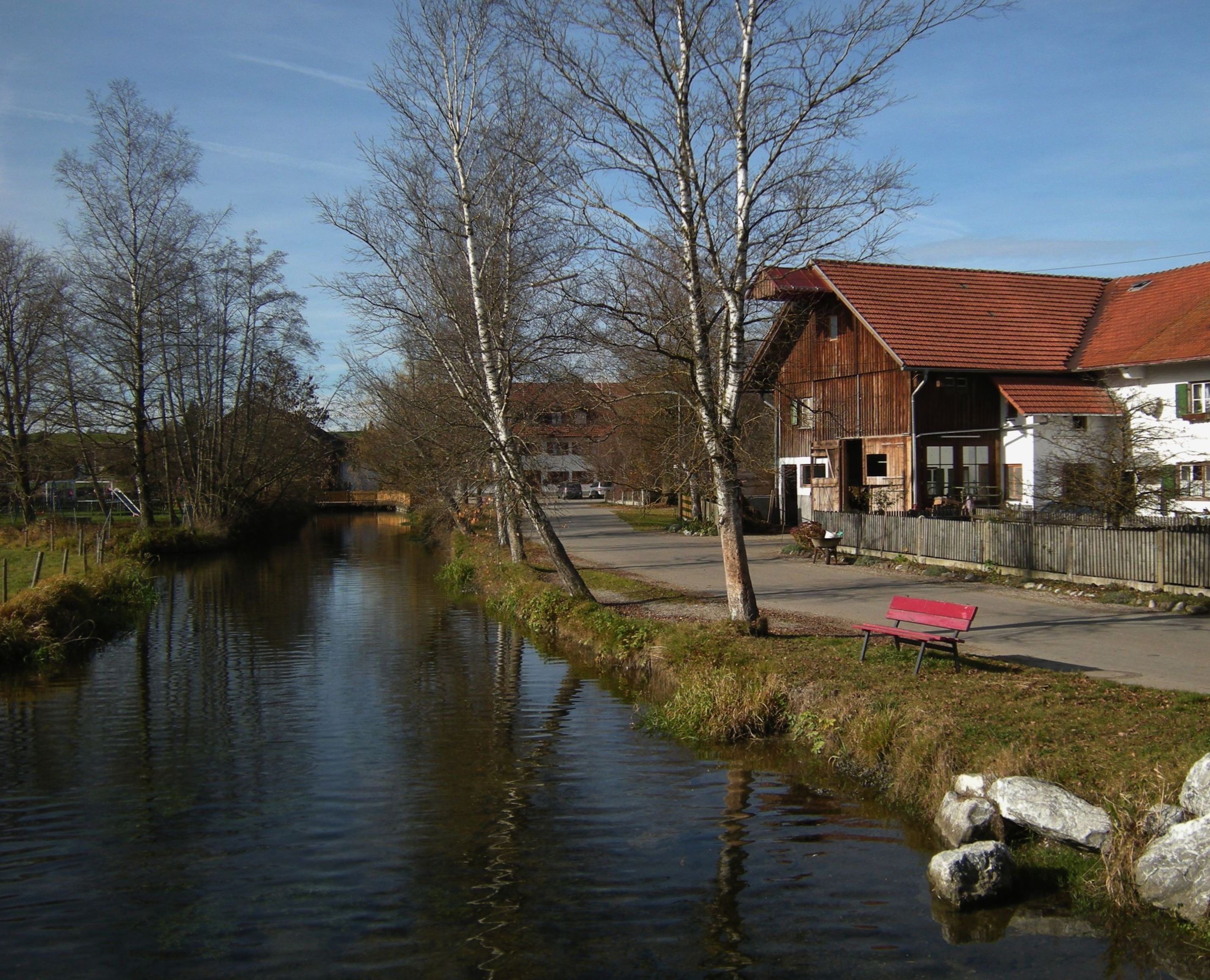
Seitenkanal bei Aitrang

### Verlauf
Die Kirnach entspringt im gemeindefreien Kempter Wald des Landkreises Oberallgäu unweit der Quelle der gegenläufig zur Iller ziehenden Durach und läuft selbst anfangs etwa ostwärts, sie überschreitet dabei die Grenze zum Landkreis Ostallgäu, wo sie zunächst einen Waldstreifen von Markt Unterthingau durchquert. Sie zieht dann im Gemeindegebiet von Görisried dem Südrand des Mehlblockmooses entlang bis nahe dem Dorf Görisried, wo sie nach links abknickt. Durch eine weiterhin fast siedlungslose, aus Wald und Flur zusammengesetzte Landschaft fließt sie nun lange nach Norden durch Unterthingauer Gebiet. Noch ehe sie den namengebenden Ort der Marktgemeinde durchquert, setzt der Wald aus, nun liegen meist Wiesen am Ufer.
Nach der unteren Siedlungsgrenze des Ortes wird sie von der B 12 Kempten–Marktoberdorf gequert, danach folgt ihr in nun breiter und flacher Talmulde die Kreisstraße OAL 3 fast bis zur Mündung, zunächst in nordnordöstlicher Richtung bis zum Südrand des Hauptorts der Nachbargemeinde Aitrang, wo das Tal sich nach Osten wendet. Nach dem Wechsel aufs Gebiet der Gemeinde Ruderatshofen verengt es sich am Fuße des links stehenden Ettenbergs stark, weitet sich aber bald bei Ruderatshofen selbst wieder stark aus. Nachdem die Kirnach noch ein letztes kurzes Stück auf dem Gebiet der Gemeinde Biessenhofen zurückgelegt hat, mündet sie zwischen Ebenhofen ober- und Biessenhofen selbst unterhalb am Fluss von links und aus westlicher Richtung in die  Wertach.

### Zuflüsse
- Wölflebach, vielleicht auch Wölflesbach, von rechts und Südwesten gegenüber dem Mehlblockmoos
- Einfangbach, von links und Westsüdwesten nahe bei Unterthingau-Beilstein
- Waldbach, von links und Westen
- Dornach, von links und Südwesten kurz vor Unterthingau
- Reichenbach, von links und Westen am Ortsende von Unterthingau
- Salachter, von rechts und Süden nahe Unterthingau-Heuwang
- Kaltenbach, von links und Südwesten kurz nach Übertritt aufs Gemeindegebiet von Aitrang
- →← (Abgang und Rücklauf des Mühlbachs), nach und von links am Südrand von Aitrang
- Schwellenbach, von links und insgesamt etwa Westen gleich nach Aitrang
- Höllweiherbächlein, von links und Ostnordosten an der Gemeindegrenze zu Ruderatshofen
- Elbbach, von rechts und Süden bei Aitrang-An der Säge an der Gemeindegrenze zu Ruderatshofen
- →← (Abgang und Rücklauf eines Flussarms), nach und von links von gegenüber Ruderatshofen bis gegenüber Ruderatshofen-Heimenhofen
- →← (Abgang und Rücklauf des Kanals zum Kirnachkraftwerk), nach und von links nach Biessenhofen-Ebenhofen

### Orte
Orte am Lauf mit ihren Zugehörigkeiten. Nur die Namen tiefster Schachtelungsstufe bezeichnen Siedlungsanrainer.
Landkreis Oberallgäu
- gemeindefreier Kempter Wald
  - (keine Besiedlung)

Landkreis Ostallgäu
- Gemeinde Görisried
  - (keine Besiedlung am Lauf)
- Markt Unterthingau
  - Unterthingau (Hauptort)
  - Heuwang (Weiler, rechts)
- Gemeinde Aitrang
  - Kirnachhof (Wohnplatz, links)
  - Aitrang (Hauptort, links)
  - (Mühle) (Wohnplatz, rechts)
- Gemeinde Ruderatshofen

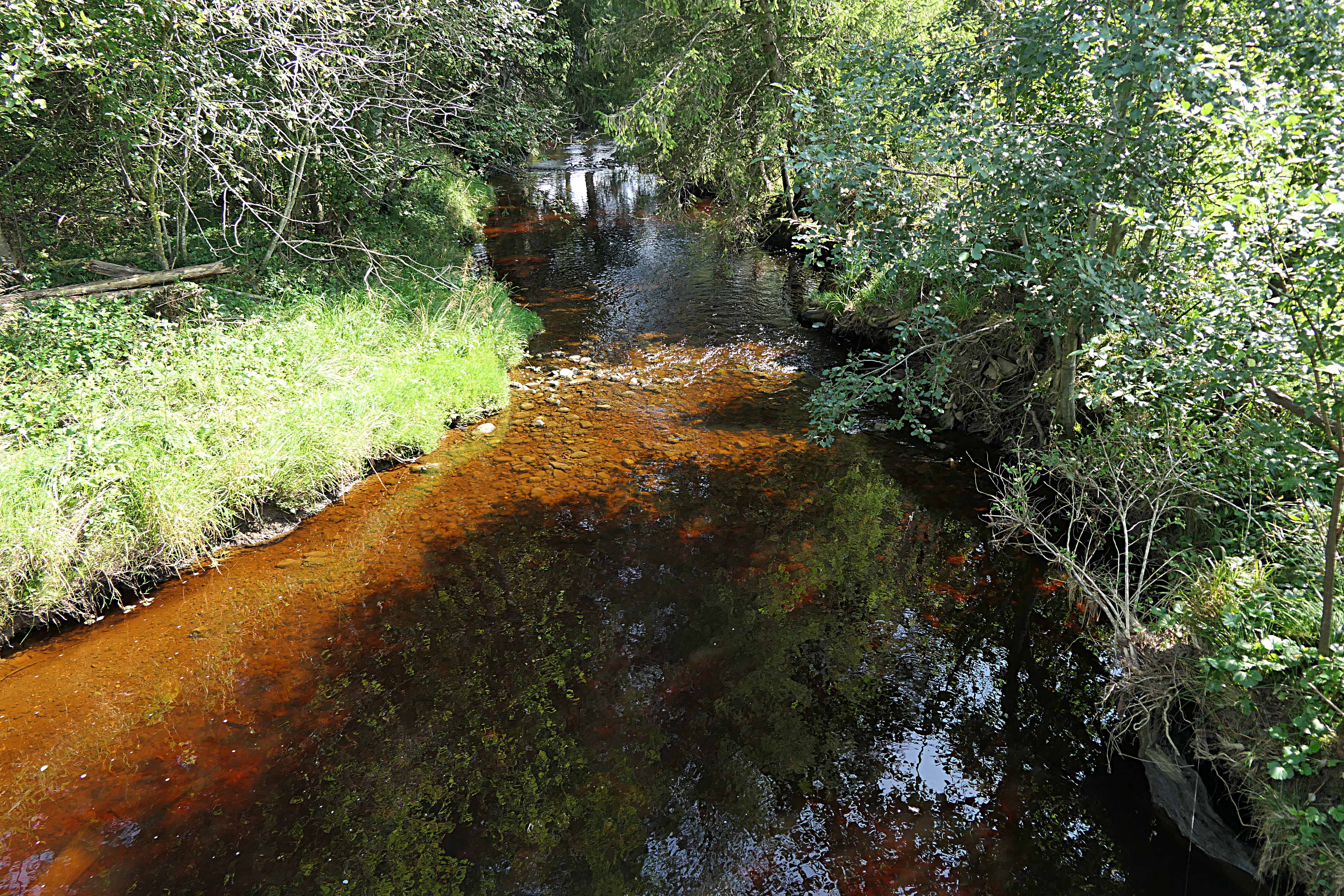
Oberlauf der Kirnach südlich von Unterthingau

  - Ruderatshofen (Pfarrdorf, überwiegend rechts)
  - Heimenhofen (Weiler, rechts)
- Gemeinde Biessenhofen
  - Ebenhofen (Pfarrdorf, überwiegend rechts)
  - Biessenhofen (Pfarrdorf, links der Mündung)

## Kirnachkraftwerk
Das Kleinstkraftwerk Kirnach (47° 49′ 17,9″ N, 010° 37′ 48,6″ O) ist ein Laufwasserkraftwerk kurz vor der Mündung der Kirnach in die Wertach. Das von den Vereinigten Wertach-Elektrizitätswerken betriebene Kraftwerk hat eine Engpassleistung von 152 kW bei einem Durchfluss von 2,1 m³/s und wird von einer Kaplan-Rohrturbine angetrieben. Die Nutzfallhöhe beträgt 7,05 m. Das Stauwerk ist mit einer automatischen Stauklappe mit einer Breite von 1,50 m und Höhe von 1,55 m ausgestattet und für ein Abflussvermögen von ca. 5 m³/s vorgesehen.
Wehr und Turbine stammen vom österreichischen Hersteller Kössler. Das Kraftwerk wurde 1999 umgebaut.

## Hochwasserschutz
Aufgrund von regelmäßigen Überschwemmungen am Unterlauf bei Ebenhofen und Biessenhofen wurden 2005/2006 im Mündungsbereich am Kirnachkraftwerk umfangreiche Maßnahmen zum Hochwasserschutz mit Leitdeichen, Schutzmauern und Straßenanhebungen durchgeführt. Dabei wurde oberhalb des Kirnachkraftwerks ein Überflutungsbereich geschaffen, der am Kraftwerk vorbei über eine Sohlrampe in das Unterwasser des Kraftwerks geleitet wird. Im Mutterbett der Kirnach verbleiben 30 m³/s, im Überflutungsbereich fließen 50 m³/s breitflächig ab.